# Alois Memmesheimer
Alois Matthias Memmesheimer (* 14. Juli 1894 in Saarbrücken; † 14. Januar 1973 in Essen) war ein deutscher Dermatologe und Sanitätsoffizier. Nach 1945 verantwortete er den Wiederaufbau der städtischen Hautklinik in Essen, die er ab 1931 leitete. Von 1960 bis 1965 war er Präsident der Deutschen Dermatologischen Gesellschaft.

## Leben
Memmesheimer besuchte die Schule in Bad Kreuznach. Nach dem Abitur 1913 diente er im Kaiser Alexander Garde-Grenadier-Regiment Nr. 1 und studierte sodann bis 1914 an der medizinischen Kaiser-Wilhelm-Akademie in Berlin.
Mit Ausbruch des Ersten Weltkriegs 1914 trat er in Wilhelmshaven als Sanitätsmaat in die Kaiserliche Marine ein. Er war anfangs Marine-Feldunterarzt im Festungslazarett Wilhelmshaven und dann im Marinelazarett Hamburg. Später wurde er als Bataillonsarzt in Flandern verwendet. Zuletzt war er Marinefeldhilfsarzt.
Nach dem Krieg nahm er sein Medizinstudium wieder auf, das er in Berlin und Bonn absolvierte. 1920 legte er das medizinische Staatsexamen ab und wurde mit der Dissertation Ueber ein Gewerbeekzem durch Gebrauch von Kalkstickstoffdünger. Aus der Universitätshautklinik in Bonn zum Dr. med. promovierte.
Es folgte die Beförderung zum Marine-Assistenzarzt der Reserve der Reichsmarine. Von 1922 bis 1923 assistierte er Friedrich Bering an der Hautklinik der Städtischen Krankenanstalten in Essen. Nach einer Zwischenstation am Physiologischen Institut der Christian-Albrechts-Universität zu Kiel kam er 1924 nach Essen zurück. 1925 wechselte er zu Erich Hoffmann nach Bonn. 1925/26 ging er als Assistent an das Department of Physiology der University of Cincinnati in Ohio und das Rockefeller Institute for Medical Research nach New York City, wo er Assistent des japanischen Bakteriologen Noguchi Hideyo war.
1926 habilitierte er sich und wurde zum Privatdozenten an der Universität Bonn ernannt. Er wurde Oberarzt bei Paul Linser an der Universitäts-Hautklinik Tübingen, 1930 erfolgte die Ernennung zum außerordentlichen Professor ebendort. In dieser Zeit unternahm er auch Forschungsreisen nach Mittelamerika und an die amerikanische Westküste, um die chronische Infektionskrankheit Lepra zu erforschen. 1931 wurde er als Nachfolger von Bering Chef der Essener Hautklinik. Im selben Jahr wurde er Ehrenmitglied der Dermatological Society of London und Mitglied der Royal Society of Medicine.
Im Dezember 1933 wurde er wegen kritischer Äußerungen gegenüber dem NS-Regime verhaftet und 1934 inhaftiert. Mitarbeiter des Vizekanzlers Franz von Papen setzten sich allerdings für ihn ein, sodass er auf seine alte Stelle zurückkehren konnte.
Im Jahr 1935 wurde er zum Marinestabsarzt der Reserve befördert. Als Marineoberstabsarzt der Reserve übte er 1937 auf dem Leichten Kreuzer Emden und 1939 auf dem Zerstörer Z 11 Bernd von Arnim. 1939 wurde er Abteilungsleiter des Marine-Lazaretts Wesermünde. Von September 1939 bis März 1940 war er Leitender Arzt am Marinelazarett Lehe. Anschließend wurde er Chefarzt des Marinelazaretts Emden. Ab Juni 1940 war er als Chefarzt federführend am Aufbau des Marinelazaretts im niederländischen Heiloo-Alkmaar beteiligt. In dieser Kommandierung blieb er bis April 1941. Es folgte 1944 die Beförderung zum Geschwaderarzt der Reserve und im Juli 1941 die Ernennung zum Beratenden Dermatologen der Kriegsmarine der Wehrmacht, welcher er bis Kriegsende war.
Nach dem Zweiten Weltkrieg baute er die Hautklinik in Essen wieder auf. 1949 wurde er Schatzmeister, von 1960 bis 1965 fungierte er als Präsident der Deutschen Dermatologischen Gesellschaft. Außerdem war er Gründungspräsident, später Ehrenpräsident der Dermatologischen Gesellschaft in Essen. Ab 1959 war er zudem Präsident der Erich-Hoffmann-Gesellschaft. Bei der Deutschsprachigen Mykologischen Gesellschaft wurde er Ehrenvorsitzender. 1959 wurde er Ehrenmitglied der British Association of Dermatology, weiterhin gehörte er als Ehrenmitglied den Gesellschaften in Österreich, Ungarn und den USA an. Von 1949 bis 1972 war er Persönlich Förderndes Mitglied der Max-Planck-Gesellschaft zur Förderung der Wissenschaften.
Er war Mitglied der katholischen Studentenverbindung AV Guestfalia Tübingen.

## Schriften (Auswahl)
- Hautreize und Hautesophylaxie. Eine Darstellung unserer Anschauungen und Kenntnisse über die Haut als Schutz- und Immunitätsorgan. Aus der Universitätshautklinik Bonn (= Sammlung zwangloser Abhandlungen aus dem Gebiete der Dermatologie und Syphilidologie und der Krankheiten des Urigenitalapparates mit besonderer Berücksichtigung der allgemeinärztlichen Praxis. N.F., H. 9). C. Marhold, Halle an der Saale 1927.
- Die Technik und Anwendung der Suboccipital- oder Zisternenpunktion. Montana-Verlag, Stuttgart 1929.
- Kurzer Leitfaden der Haut- und Geschlechtskrankheiten mit besonderer Berücksichtigung ihrer Lokalisationen am Kopfe und im Munde. Für Studierende, Zahnärzte und Ärzte. Montana-Verlag, Horw-Luzern u. a. 1930.